# 텔레디아리오

텔레디아리오(Telediario)는 스페인의 공영 방송 TVE의 뉴스 프로그램이다. 1957년 9월 15일에 방송을 시작하였으며 스페인의 뉴스 프로그램 중 가장 오래되었다. TVE1과 뉴스 채널인 Canal 24 Horas, 국제 채널인 TVE Internacional에 방송된다.
텔레디아리오는 평일에 아침 시간대에 150분, 오후, 밤 시간대, 주말에 오후 및 밤 시간대에 방송된다. 각 시간대 정보는 아래와 같다.

## 방송 프로그램
텔레디아리오 마티날 (Telediario Matinal) (월요일~금요일, 06:30 ~ 09:00, 150분)
진행 앵커: 헤수스 아모르, 아나 벨렌 로이
스포츠 평론가: 니코 데 비센테
텔레디아리오 1 (Telediario 1) (월요일~금요일, 15:00 ~ 16:00, 60분)
진행 앵커: 아나 블랑코 로페스
스포츠 평론가: 세르히오 사우카
텔레디아리오 2 (Telediario 2) (월요일~금요일, 21:00 ~ 22:00, 60분)
진행 앵커: 마르타 하우만드레우, 마르코스 로페스
스포츠 평론가: 데시레 은잠보
텔레디아리오 핀 데 세마나(Telediario Fin de semana) (토요일~일요일, 15:00 ~ 16:00, 21:00 ~ 22:00, 60분)
진행 앵커: 오리올 놀리스, 라켈 마르티네스
스포츠 평론가: 마리아 에스카리오